# Градичи
Градичи (хорв. Gradići) — село в общине Велика-Горица в жупании Загребачка Республики Хорватия. 
Располагается в макрорегионе Центральная Хорватия и в историческом регионе Турополье. По данным переписи 2021 года, численность населения составляла 1871 человек. 

## Население
| 2021 |
| ---- |
| 1871 |